# 雲の上団五郎一座
『雲の上団五郎一座』（くものうえだんごろういちざ）は、1960年12月に初上演された舞台劇。1962年に東宝系で映画化され、1965年・1978年・1979年にテレビ放送された。
2002年にはいとうせいこう、ケラリーノ・サンドロヴィッチが中心となり「空飛ぶ雲の上団五郎一座」を旗揚げした。
2015年にはこの作品をモデルにしたジャニーズWESTによる舞台『なにわ侍 団五郎一座』が上演された。

## 舞台
1956年から東京宝塚劇場においてミュージカルスと称し菊田一夫原作・脚本の喜劇が上演されるようになり、1960年12月に公演された『雲の上団五郎一座』は大きくヒットした。その後、『雲の上団五郎一座 ブロードウェイへ行く』、『雲の上団五郎一座 故郷へ行く』といった続編も上演された

## 映画
1962年4月15日公開。宝塚映画製作。カラー。東宝スコープ。上映時間84分。映倫No.12753。
1963年7月28日には続編として『続雲の上団五郎一座』が公開された。

### 雲の上団五郎一座

#### キャスト
- 酒井英吉：フランキー堺[5]
- 仁木のり蔵：三木のり平[5]
- 輪八太蔵：八波むと志[5]
- 万はるみ：水谷良重[5]
- 雲の上団五郎：榎本健一[5]
- 万善五郎：花菱アチャコ[5]
- 親分辰五郎：藤木悠[5]
- 柳川社長：高島忠夫[5]
- 女房おしま：清川虹子[5]
- 妾お柳：北川町子[5]
- 浅山道子：筑波久子[5]
- 村井武雄：森川信[5]
- 矢利通：由利徹[5]
- 須山新二：佐山俊二[5]
- 三上俊夫：南利明[5]
- 医者：藤田まこと
- 茶川一郎
- 松本菊之丞：沢村いき雄[5]
- 広田課長：内田朝雄[5]
- 深山しのぶ
- 水代玉藻
- 尾上市太郎：早崎文司[5]
- 守山音弥：和気成一[5]
- 勝見竜之助：丘寵児[5]
- 長谷川みのる
- 真百一平
- 森金太
- 渋谷辰夫
- 双葉京子
- 花村六郎：古川保夫[5]
- 柴田房夫
- 藤井重俊
- 宇野美子
- 長谷川拡子
- 山本稔
- 牧野児朗
- 坂下道夫
- 松原貞夫
- 女優花枝：森明子[5]
- 梅田コマミュージカル

#### スタッフ
- 製作：杉原貞雄、山本紫朗[5]
- 原作：菊田一夫[5]
- 脚色：長瀬喜伴、新井一[5]
- 音楽：松井八郎[5]
- 和楽：望月太明蔵[5]
- 撮影：鈴木斌[5]
- 美術：北猛夫、北辰雄[5]
- 録音：中川浩一[5]
- 照明：西川鶴三[5]
- 編集：庵原周一[5]
- チーフ助監督：高野昭二
- 製作担当者：沖原俊哉
- 監督助手：松森健
- 振付：松原貞夫
- スチール：中山章[5]
- 現像：東洋現像所
- 監督：青柳信雄[5]
- 映像制作：宝塚映像
- 配給：東宝

### 続雲の上団五郎一座

#### キャスト
- 雲の上団五郎：榎本健一[6]
- 菊子：浜美枝[6]
- 仁木のり蔵：三木のり平[6]
- 輪破太志：八波むと志[6]
- ユカ：嵯峨三智子[6]
- さゆり：原知佐子[6]
- 石川千代：清川虹子[6]
- 孝一：江原達怡[6]
- 恭介：フランキー堺[6]
- 市川雲丹之丞：森川信[6]
- 守山音弥：丘寵児[6]
- 尾上新月：本郷秀雄[6]
- 名和通：南都雄二[6]
- 沢井俊夫：茶川一郎[6]
- 留さん：沢村いき雄[6]
- 花村菊十郎：柳家金語楼[6]
- 福原先生：徳川夢声[6]
- 山内：花菱アチャコ[6]
- お駒：ミヤコ蝶々[6]
- 大野：天王寺虎之助[6]

#### スタッフ
- 監督：青柳信雄[6]
- 脚色：蓮池義雄、矢田良[6]
- 原作：菊田一夫[6]
- 製作：杉原貞雄、山本紫朗[6]
- 撮影：安本淳[6]
- 美術：加藤雅俊[6]
- 音楽：松井八郎[6]
- 和楽：望月太明蔵[6]
- 録音：上羽民雄[6]
- 照明：下村一夫[6]
- 編集：庵原周一[6]
- 助監督：高野昭二、野村純一[6]
- スチル：池上恭介[6]

## テレビ番組

### NET版

#### 概要
1965年10月1日から同年12月31日までNETテレビ（現・テレビ朝日）で放送。放送時間は毎週金曜 20時00分 - 21時00分（日本標準時）。
榎本健一が座長を務める貧乏な旅回り一座「雲の上団五郎一座」による劇中劇を柱に、旅先でのハプニングを織り交ぜた喜劇として有名だが、1962年・1963年に青柳信雄により映画化された後、その勢いに乗る形でスタートした番組である。第1回放送は渋谷公会堂での録画中継、それ以降は日比谷芸術座等の劇場での録画というように、当時のテレビ局事情からしてスタジオの数が少なく劇場をスタジオ代わりにしていたこともあり、客席に人を入れない非公開放送の形を採っていた。
往年のエノケンギャグの集大成とも言える番組であるが、榎本は右足切断による車椅子生活を余儀されたことにより、舞台でも車椅子もしくは座ったままでの演技が目立つようになった。かつてのはちゃめちゃぶりが発揮されず、番組は3か月で終了した。事実、番組後期はスローテンポなストーリーであった。

#### 出演者
- 座長：榎本健一
- 有島一郎
- 南利明
- 人見明
- 堺駿二
- 森川信
- 益田喜頓

#### エピソード
番組スタート時の榎本は既に60代であったこともあり、視聴者の中には彼を知らない世代（特に若い世代）が半数であったが、その世代を中心にエノケンギャグが再評価されるという現象が起きていたという。
放送当時中学生だった志村けんは、厳格な父親がこの番組を見て笑いをこらえているのを目撃し、お笑いの道を志した。そのことを、後年になっても周囲の人物に事あるごとに述懐していたという。

### 日本テレビ版
1978年12月28日に日本テレビ系列の『木曜スペシャル』で、『年忘れ!爆笑公演!笑いの大旋風!雲の上団五郎一座』として放送。東京・日本劇場12月爆笑公演『雲の上団五郎一座』から、劇中劇「お手狂香」「早まくり天保六花撰」「母恋三度笠」「弁天小僧女白浪」を中継録画で放送。

#### 出演者
- 由利徹[9]
- 佐山俊二[9]
- 南利明[9]
- 三波伸介[9]
- 石井均[9]
- 殿さまキングス[9]
- ピーター[9]
- 玉川良一[9]
- ほか

### 関西テレビ版
1979年12月30日に関西テレビ制作・フジテレビ系列の『花王名人劇場』で『年忘れ 雲の上団五郎一座』として放送。

#### 出演者
- 由利徹[10]
- 石井均[10]
- 南利明[10]
- 山田隆夫[10]
- 平凡太郎[10]
- 玉川良一[10]
- 石田英二[10]
- 大原ますみ[10]
- 臼間香世[10]
- ジャネット八田[10]
- 三門お染[10]
- 日劇ダンシングチーム[10]
- トミ譲二とザ・ロイヤルズ[10]

#### スタッフ
- 企画：澤田隆治[10]
- 原案：菊田一夫[10]
- 脚本：前川宏司[10]
- 演出補：橋本健司、新井正明、溝上活男、茨木三恵子[10]
- 演出：澤田隆治[10]
- 音楽：森岡賢一郎、はやしはじめ[10]
- 音響効果：VOU[10]
- 映像：島田健治[10]
- 音声：長谷川茂[10]
- 照明：米田俊一[10]
- 編集：パールスタジオ、中島美郎[10]
- 技術協力：東通、ACT[10]
- ディレクター：緒方陽一[10]
- プロデューサー：澤田隆治、村上健治（関西テレビ）[10]
- 制作：東阪企画、関西テレビ[10]

| NETテレビ 金曜 20:00 - 21:00                                     | NETテレビ 金曜 20:00 - 21:00                                      | NETテレビ 金曜 20:00 - 21:00                                                            |
| 前番組                                                           | 番組名                                                            | 次番組                                                                                  |
| ---------------------------------------------------------------- | ----------------------------------------------------------------- | --------------------------------------------------------------------------------------- |
| スリラー （1965年8月6日 - 1965年9月24日）                        | 雲の上団五郎一座 （1965年10月1日 - 1965年12月31日）               | われら九人の戦鬼 （1966年1月7日 - 1966年4月8日）                                        |
| 日本テレビ 木曜スペシャル                                        |                                                                   |                                                                                         |
| 奇跡の猛獣使い! グンターサーカスがやってきた! （1978年12月21日） | 年忘れ!爆笑公演! 笑いの大旋風!雲の上団五郎一座 （1978年12月28日） | 元祖どっきりカメラ 爆笑!波乱!? 正月特番最新作ぶっ続け!! ※19:00 - 20:54 （1979年1月4日） |
| 関西テレビ 花王名人劇場                                          |                                                                   |                                                                                         |
| 蝶々の三味線一代 （1979年12月16日 - 1979年12月23日）             | 年忘れ 雲の上団五郎一座 （1979年12月30日）                        | 王将（森繁久彌版） （1980年1月6日 - 1980年1月13日）                                     |

## 関連文献
- 小林のり一、戸田学『何はなくとも三木のり平 : 父の背中越しに見た戦後東京演劇』青土社、2020年10月 ISBN 9784791773084
- 高平哲郎スラップスティック選集２『定本アチャラカ　真面目が嫌い』ヨシモトブックス、2014年8月 ISBN 978-4-8470-9267-1
- 中山千夏『蝶々にエノケン : 私が出会った巨星たち』講談社、2011年10月 ISBN 978-4062171656